# 碩門邨
碩門邨（英語：Shek Mun Estate）是香港的一個公共屋邨，位於新界沙田石門，第二期項目編號為ST51。

## 概要

### 歷史
第一期所在地皮原先擬用作發展私人參建居屋屋苑，但用地直至「孫九招」推出為止一直未被勾出。直到2005年，房委會決定將地皮轉作發展公共屋邨。

### 名稱由來
碩門邨名稱從「石門」的粵語諧音而來。

### 設計
第一期由房屋署總建築師（設計及標準策劃）及房屋署總建築師（2）聯手設計，以新和諧一型結合非標準型設計，部份翼尾單位更附設窗台，白色及黃色線條為主調的外牆顏色特意與鄰近的浸大附屬中小學協調，並於2009年落成。
第二期由房屋署總建築師（6）及Design 2 建築師事務所聯手設計，佔地2.27公頃，由4座分別31、38、39及45層T字型的非標準設計大廈、商場、社區設施大樓及幼稚園等建築物所組成，其中第2期第4座25樓為隔火層，共提供3010個單位，容納9210人，於2019年落成。

### 出租公屋配屋
本邨已列入擴展市區配屋區內。

## 地理位置
碩門邨位於沙田石門安睦街18號，建在石門的填海地上，港鐵屯馬綫石門站側，安睦街及安明街包圍本邨；與石門工業區及香港浸會大學石門校園、香港浸會大學附屬學校王錦輝中小學及國際基督教學校相鄰。

## 屋邨資料

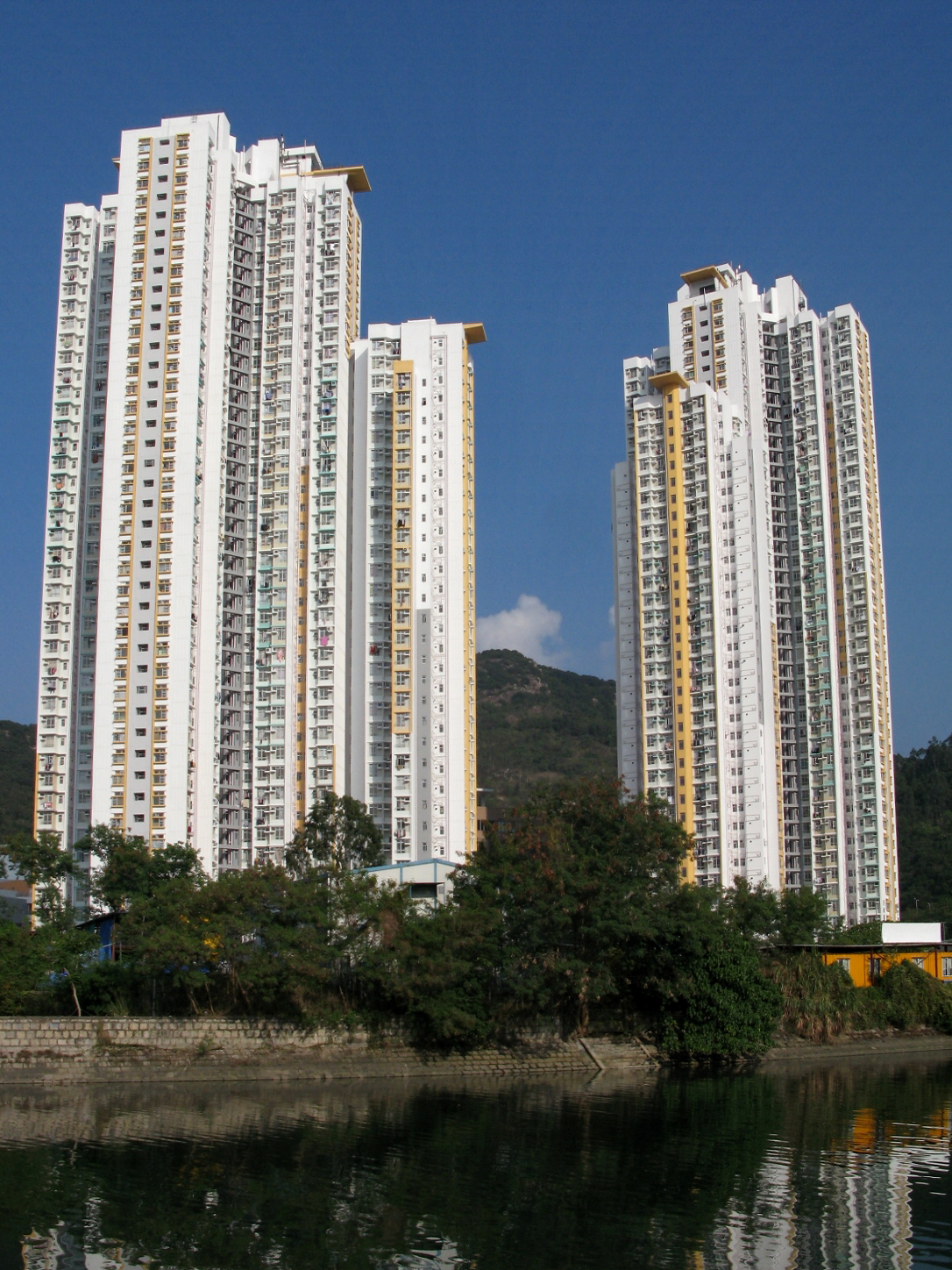
碩門邨一期（2009年12月）

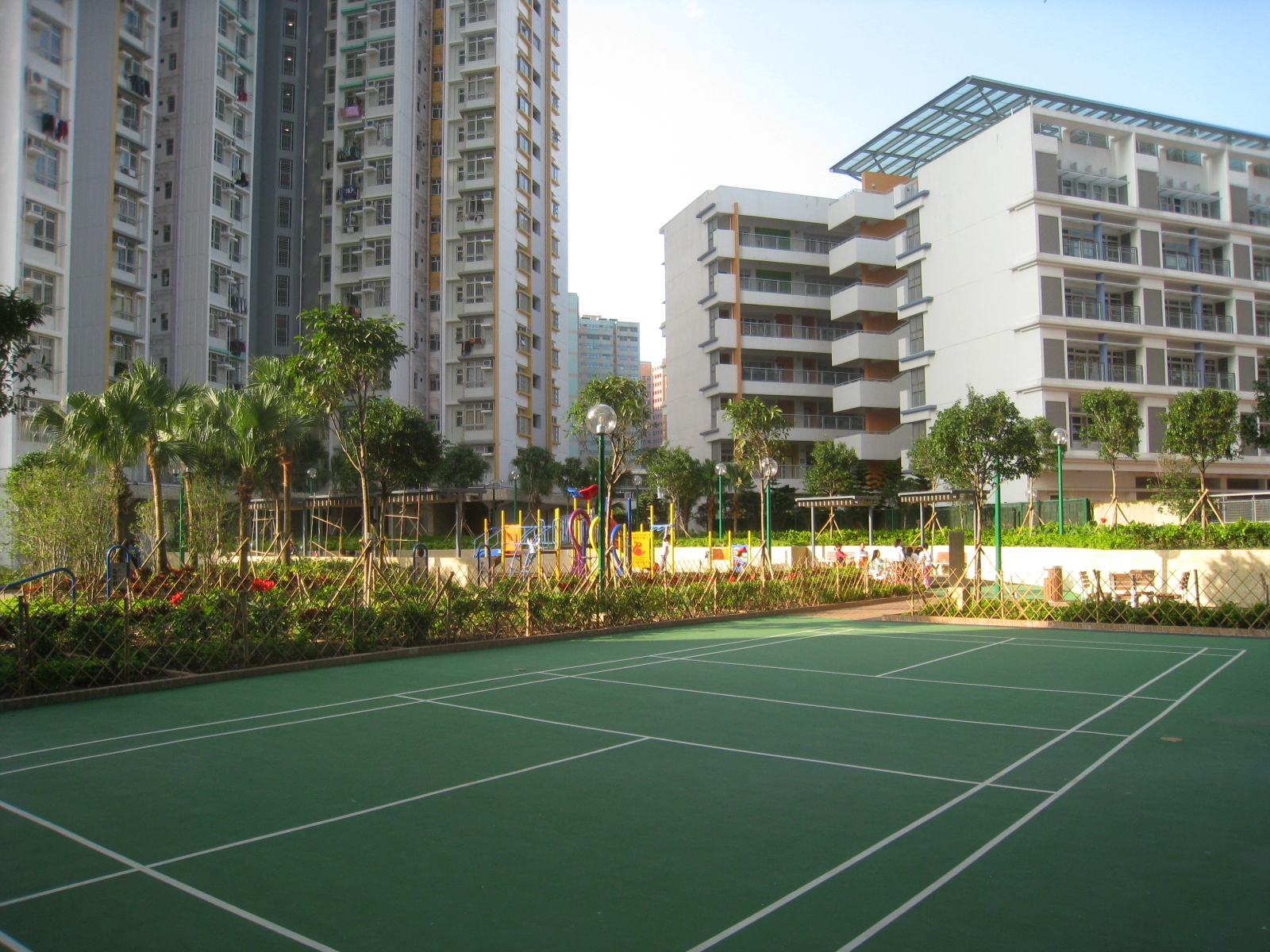
碩門邨一期內的羽毛球場(前)及兒童遊樂場（後）（2009年12月）

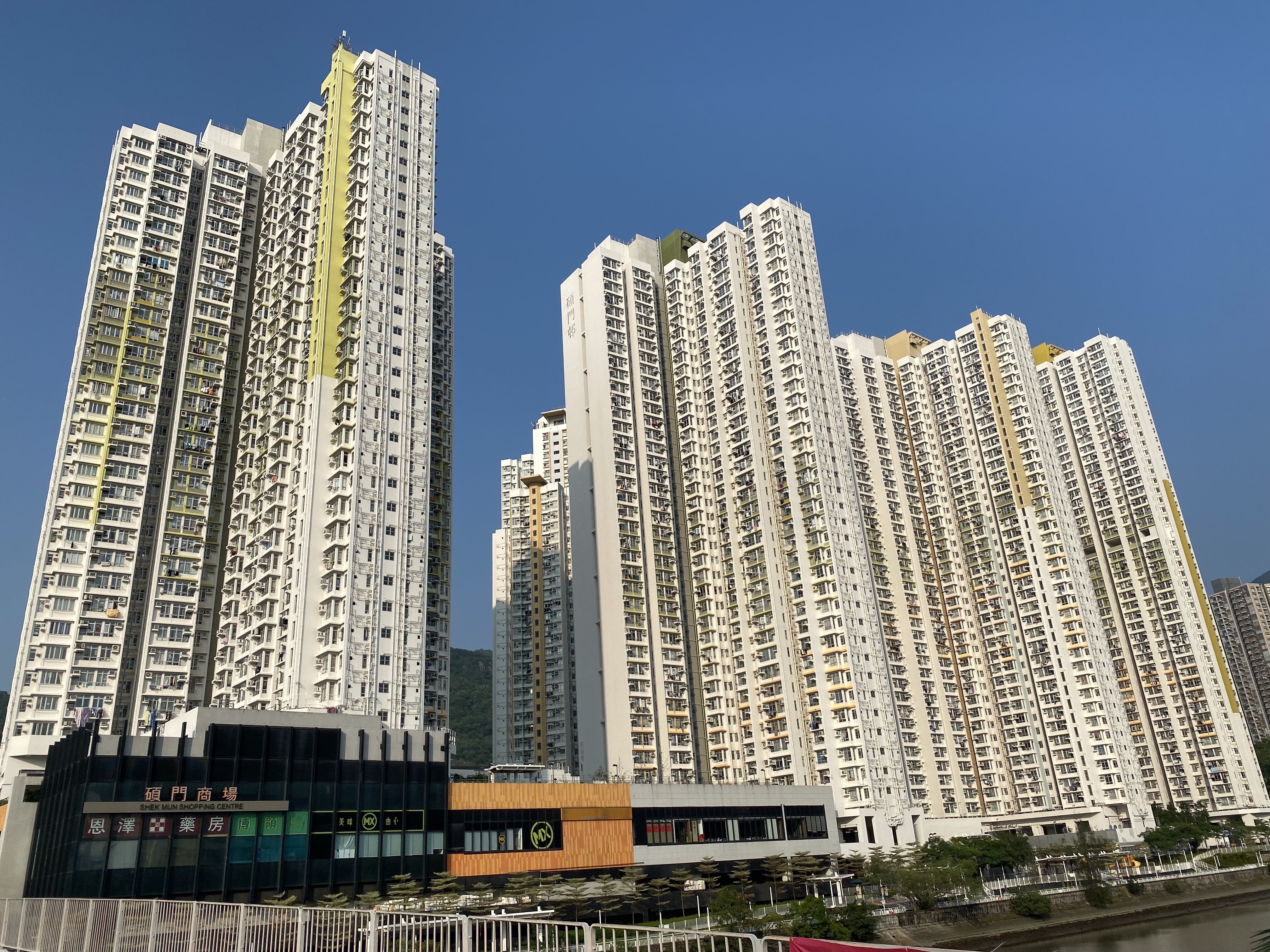
碩門邨二期（2022年7月）

### 第一期
屋邨為沙田第11區（石門）公共房屋發展計劃，由保華建業集團承建，工程範圍包括：興建兩幢新和諧式大廈及兩幢非標準型大廈；每幢大廈有一座樓高40層的主翼，以及一座樓高31層的附翼，總共可提供1,958個租住單位，已於2009年8月起陸續收樓及入伙。

### 第二期
為紓緩公屋供不應求，在2013年10月，政府突然提出將第一期對出的原興建作球場和公園的休憩用地改劃為第二期發展，興建四幢47層的出租公屋。大部份居民批評房署違反承諾，認為房署應縮細建築規模，不必要起得太盡。而互委會亦進行問卷調查，對改劃感到不滿而抗議。
最後改為四幢樓高31、38、39、45層高的非標準設計大廈（T字型），提供3024個單位，到2019年初分階段落成及入伙。同時將安睦街碩門邨一段改為私家路，而沿河約20米闊地方闢作河畔走廊作為補償。有附近的學校家長和王錦輝中小學均反對安睦街劃入邨路，認為是限制學校的車輛進入。所有出租公屋大樓由興勝建築有限公司承建。
而第二期的樓宇名稱以「風生水起」的粵語諧音命名。當中喜碩樓（Hi Shek House）名稱中的「喜」，其英文粵拼採用較為罕見的「Hi」，而非房署屋邨常用的「Hay」或「Hei」（即是香港政府粵語拼音）。

### 樓宇詳情
| 樓宇名稱（座號） | 樓宇類型                                      | 落成年份 | 層數                  | 每層伙數                                 | 每座單位總數（伙） | 建築師                                                 | 承建商       | 提供升降機的廠商 | 期數 |
| ---------------- | --------------------------------------------- | -------- | --------------------- | ---------------------------------------- | ------------------ | ------------------------------------------------------ | ------------ | ---------------- | ---- |
| 健碩樓（A座）    | 新和諧一型第六款（特別設計） 連非標準設計附翼 | 2009年   | 40（主樓） 31（附翼） | 26（1-28樓） 24（29-31樓） 20（32-40樓） | 979                | 房屋署總建築師（設計及標準策劃）、 房屋署總建築師（2） | 保華建業集團 | 星瑪             | 1    |
| 美碩樓（B座）    | 新和諧一型第六款（特別設計） 連非標準設計附翼 | 2009年   | 40（主樓） 31（附翼） | 26（1-28樓） 24（29-31樓） 20（32-40樓） | 979                | 房屋署總建築師（設計及標準策劃）、 房屋署總建築師（2） | 保華建業集團 | 星瑪             | 1    |
| 豐碩樓（第1座）  | 非標準設計大廈 （T字型）                      | 2019年   | 31                    | 16（1樓） 24（2-31樓）                   | 736                | 房屋署總建築師（6）、 Design 2 建築師事務所            | 興勝建築     | 蒂森克虜伯       | 2    |
| 新碩樓（第2座）  | 非標準設計大廈 （T字型）                      | 2019年   | 38                    | 20                                       | 760                | 房屋署總建築師（6）、 Design 2 建築師事務所            | 興勝建築     | 蒂森克虜伯       | 2    |
| 瑞碩樓（第3座）  | 非標準設計大廈 （T字型）                      | 2019年   | 39                    | 20                                       | 780                | 房屋署總建築師（6）、 Design 2 建築師事務所            | 興勝建築     | 蒂森克虜伯       | 2    |
| 喜碩樓（第4座）  | 非標準設計大廈 （T字型）                      | 2019年   | 45                    | 17                                       | 748                | 房屋署總建築師（6）、 Design 2 建築師事務所            | 興勝建築     | 蒂森克虜伯       | 2    |

### 住宅租金
房屋委員會（房委會）轄下5個於2009年1月至7月落成的新公共屋邨約11,300個單位的租金水平，將會以經調低後之各區最高租金來釐定。
沙田碩門邨新和諧式單位（1,598個）及360個非標準型附翼單位的租金，為每月每平方米54.1港元。

## 屋邨設施

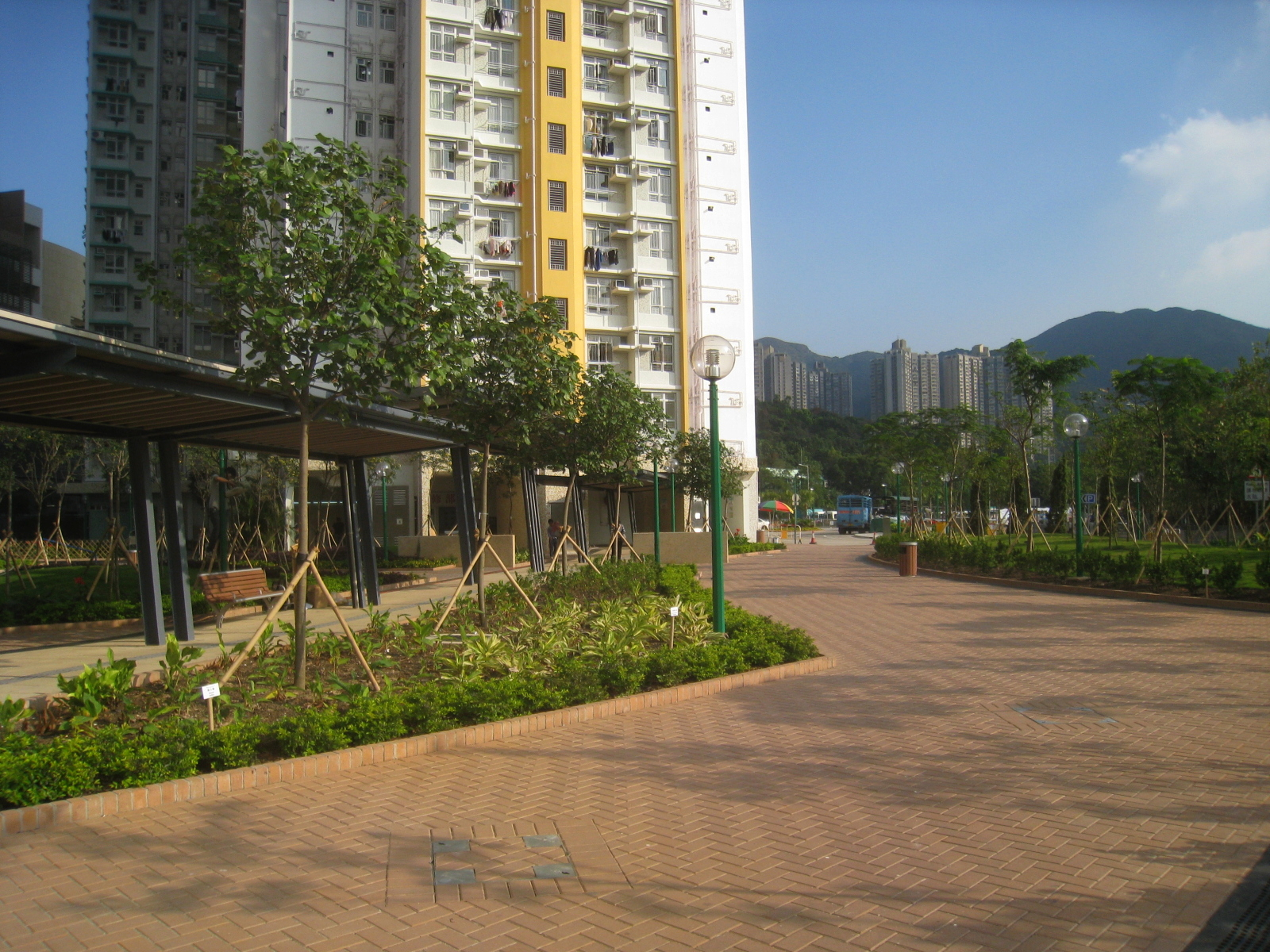
碩門邨一期內的休憩空間

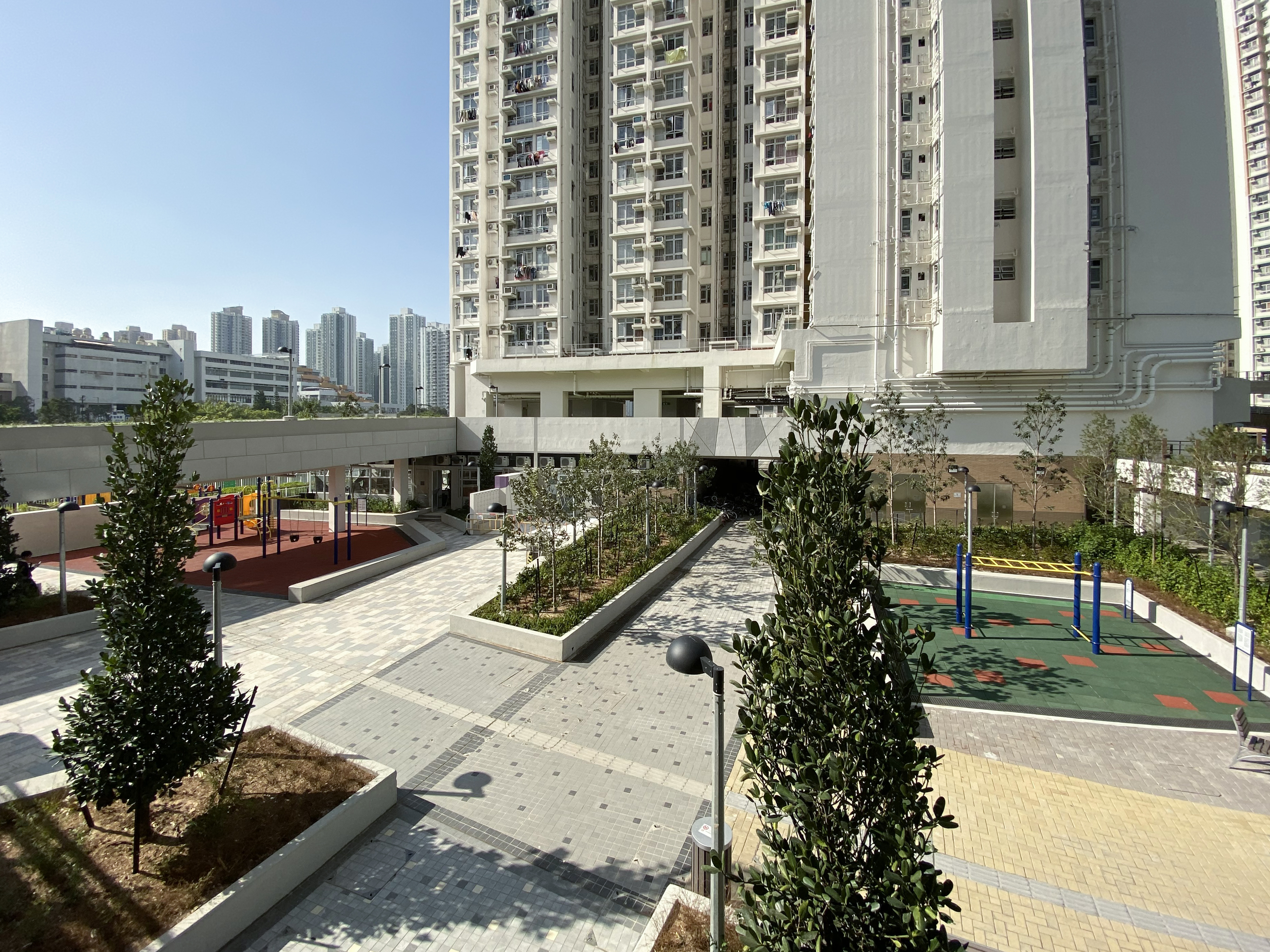
碩門邨二期兒童遊樂場

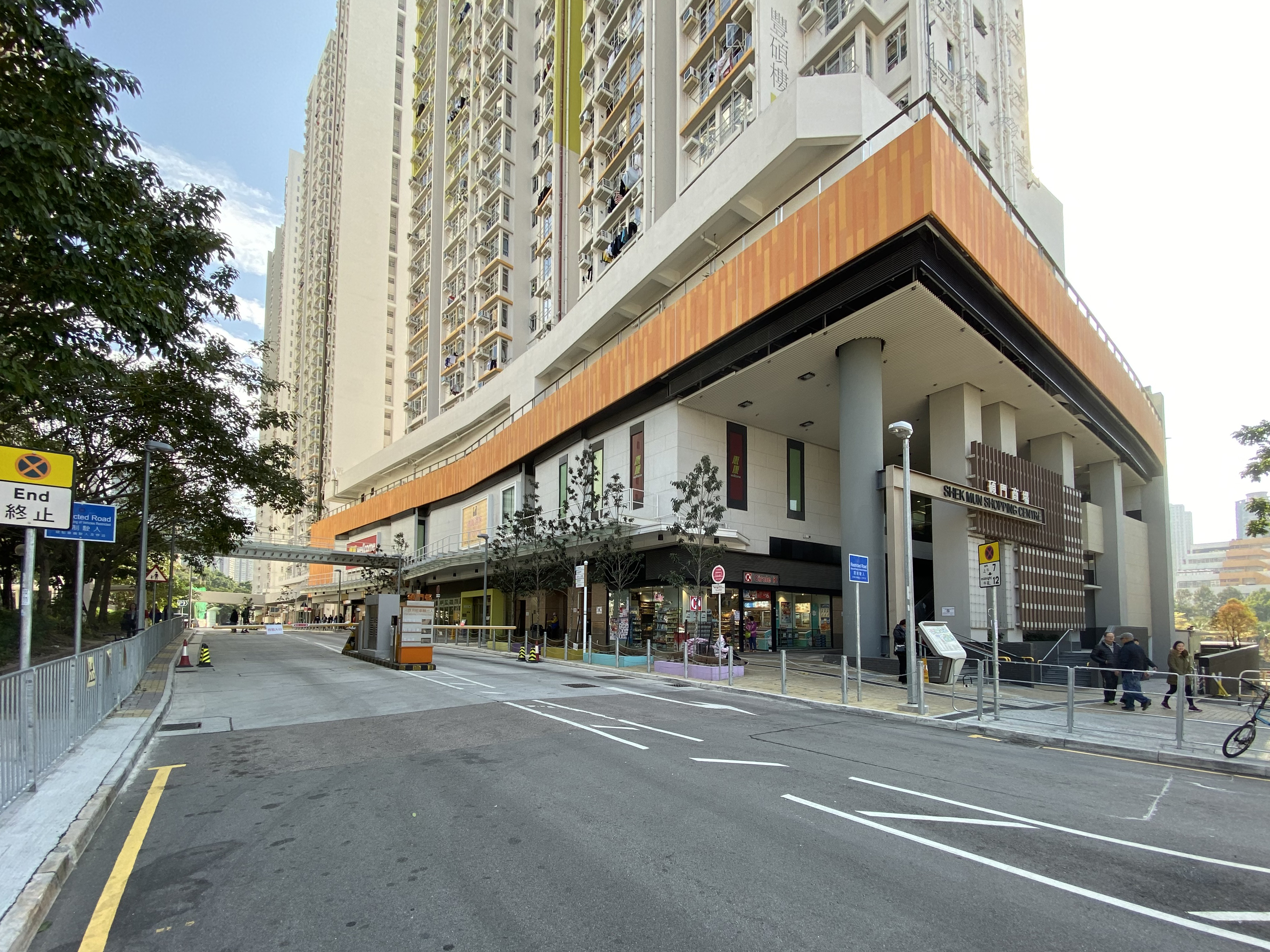
安睦街碩門邨一段在2019年起改為私家路，有附近的學校家長和王錦輝中小學均反對安睦街劃入邨路，認為是限制學校的車輛進入（2019年12月）

碩門邨一期提供多項設施。包括兩個兒童遊樂場、一個羽毛球場、太極場、健身區和單車停泊處設施。屋邨內亦設有蓋行人通道連接各座大廈。而二期設兒童遊樂場、球場、羽毛球場、多個長者健體園地、單車停泊處、雋樂幼稚園（沙田）和幼兒中心。
碩門邨外圍設河畔走廊，並設有單車徑，北行可隨濱景花園方向達馬鞍山新市鎮、火炭、大學及大埔；南行則可到達圓洲角、小瀝源及廣源邨。

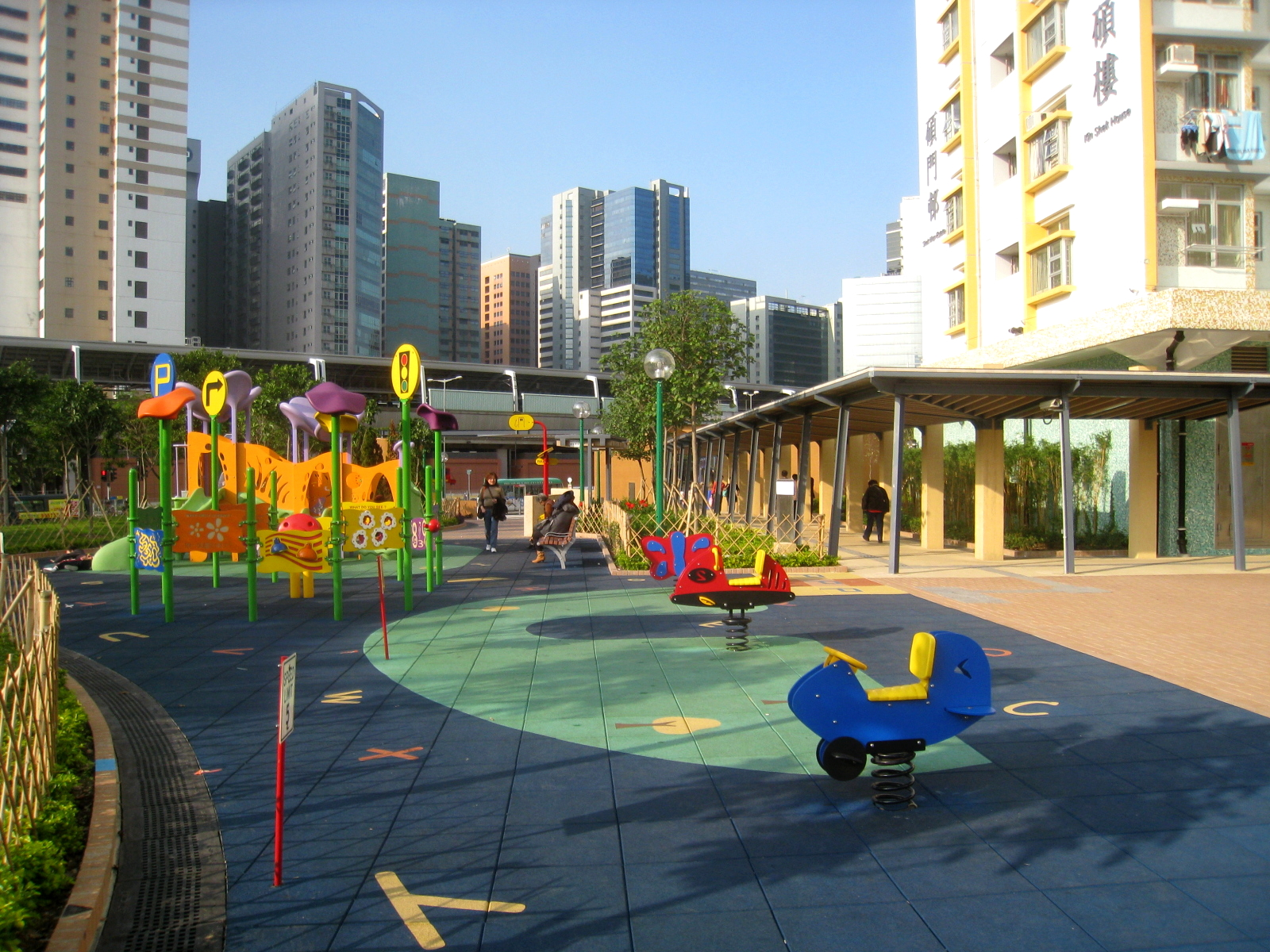
碩門邨一期兒童遊樂場（2009年12月）
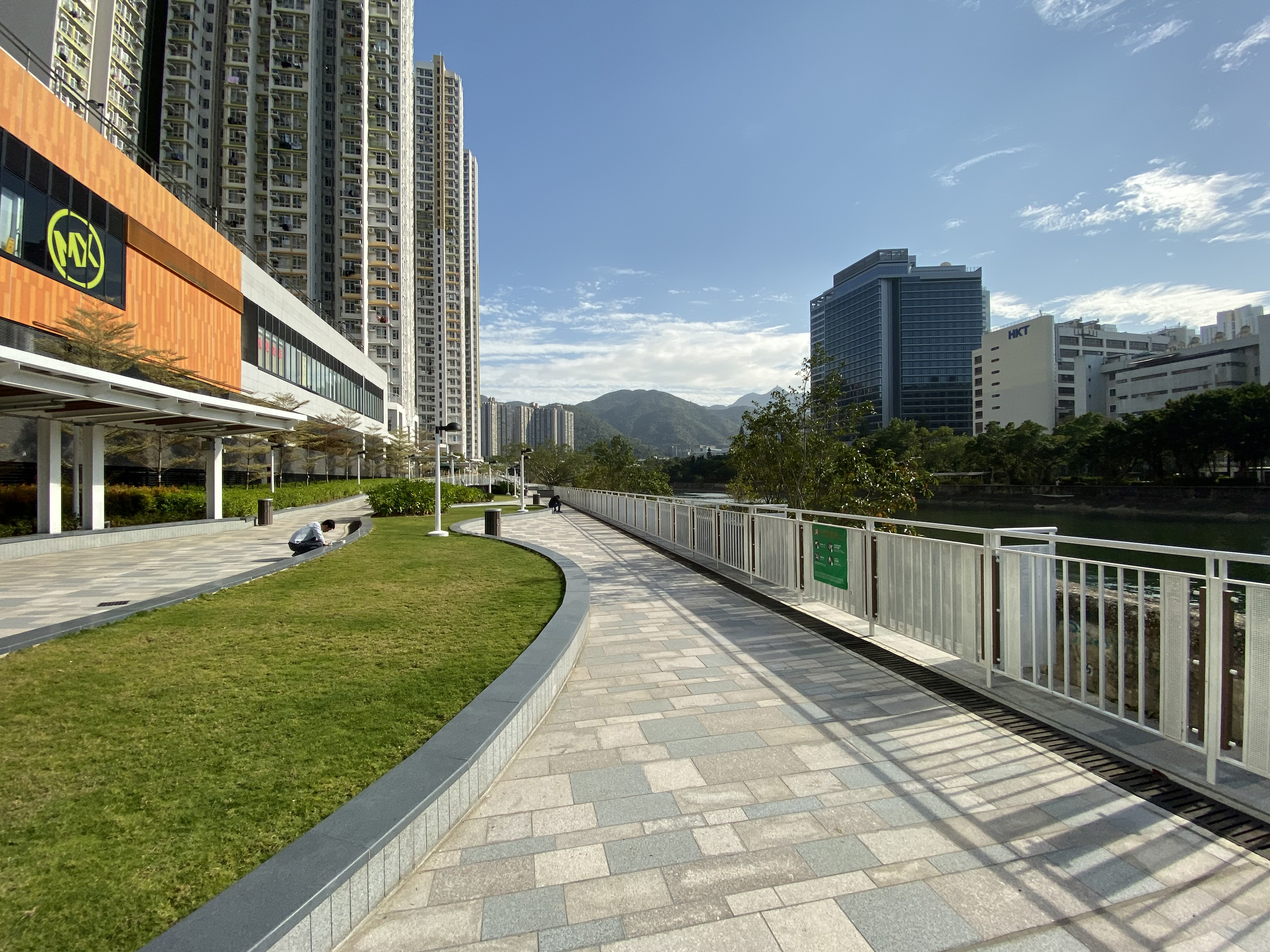
碩門邨二期河畔走廊
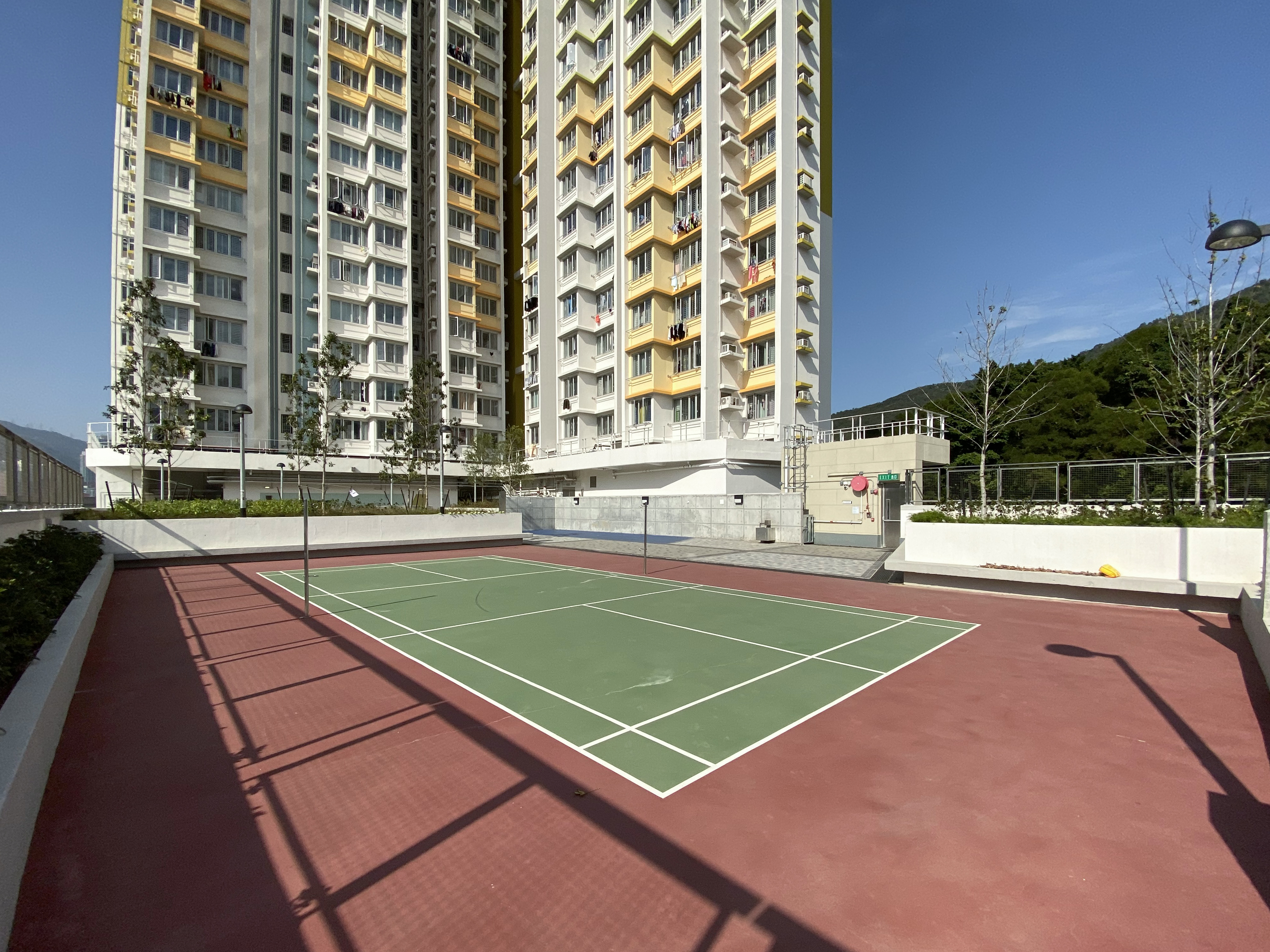
碩門邨二期羽毛球場
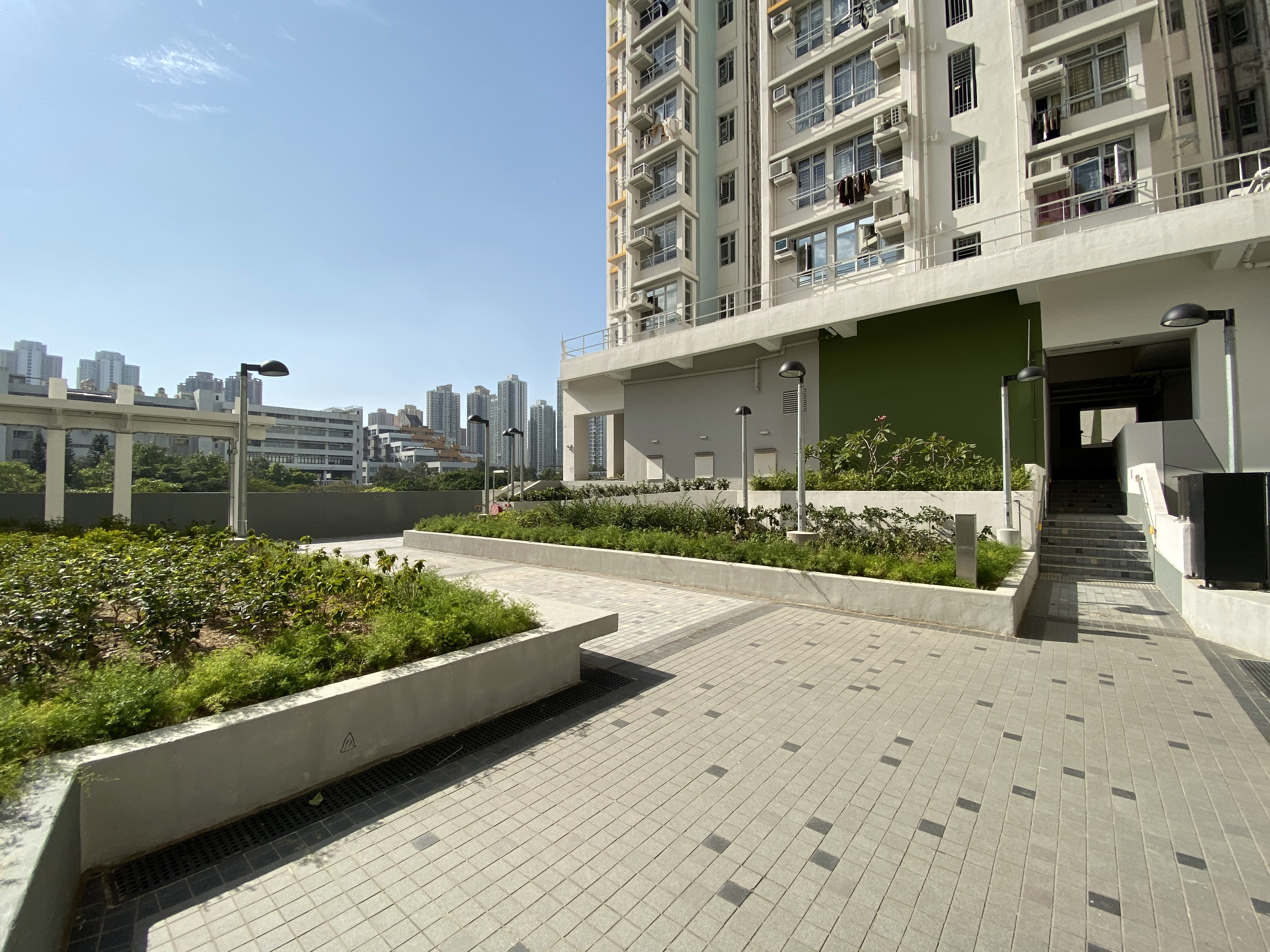
碩門邨二期平台花園
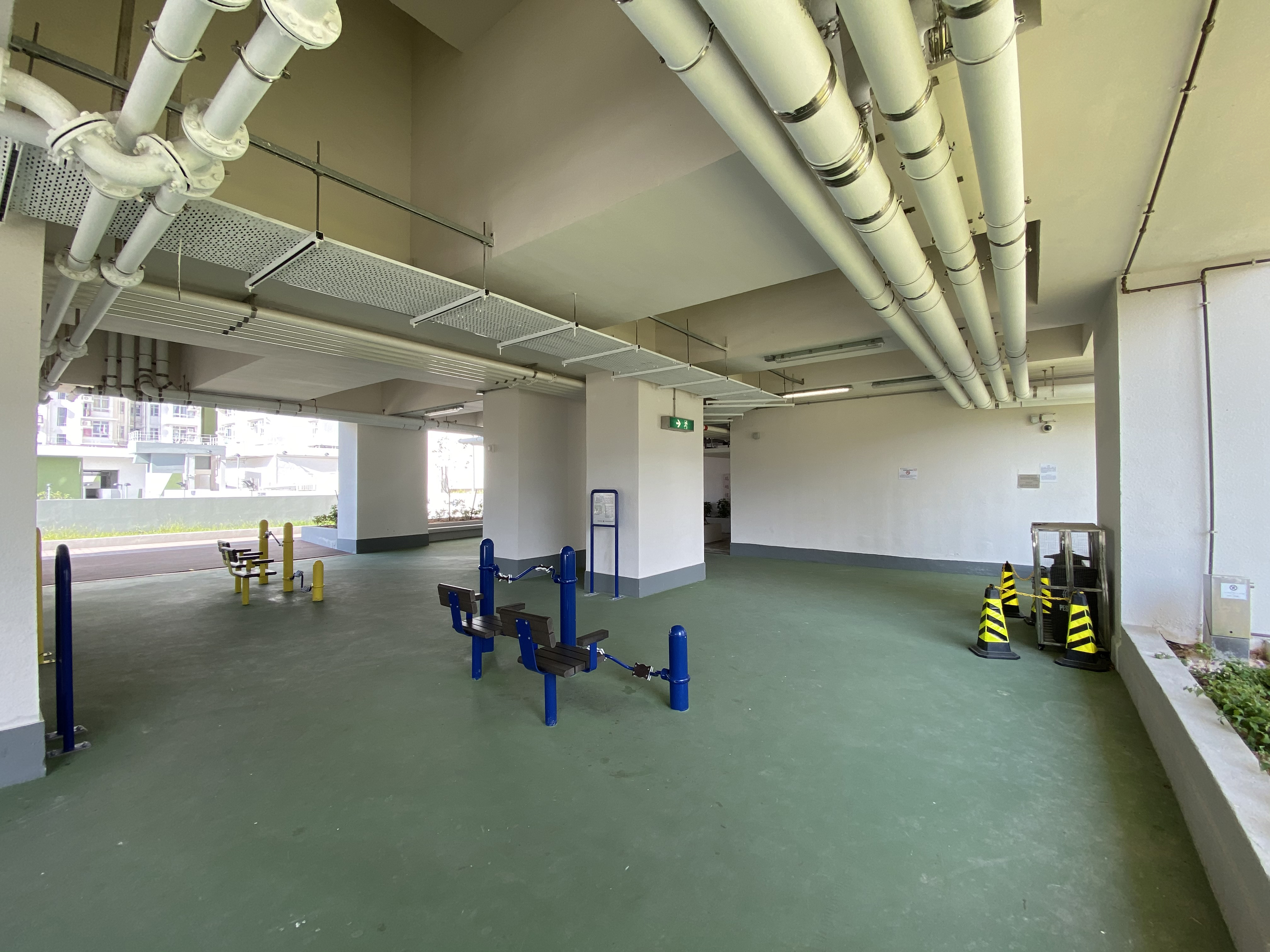
碩門邨二期健身區
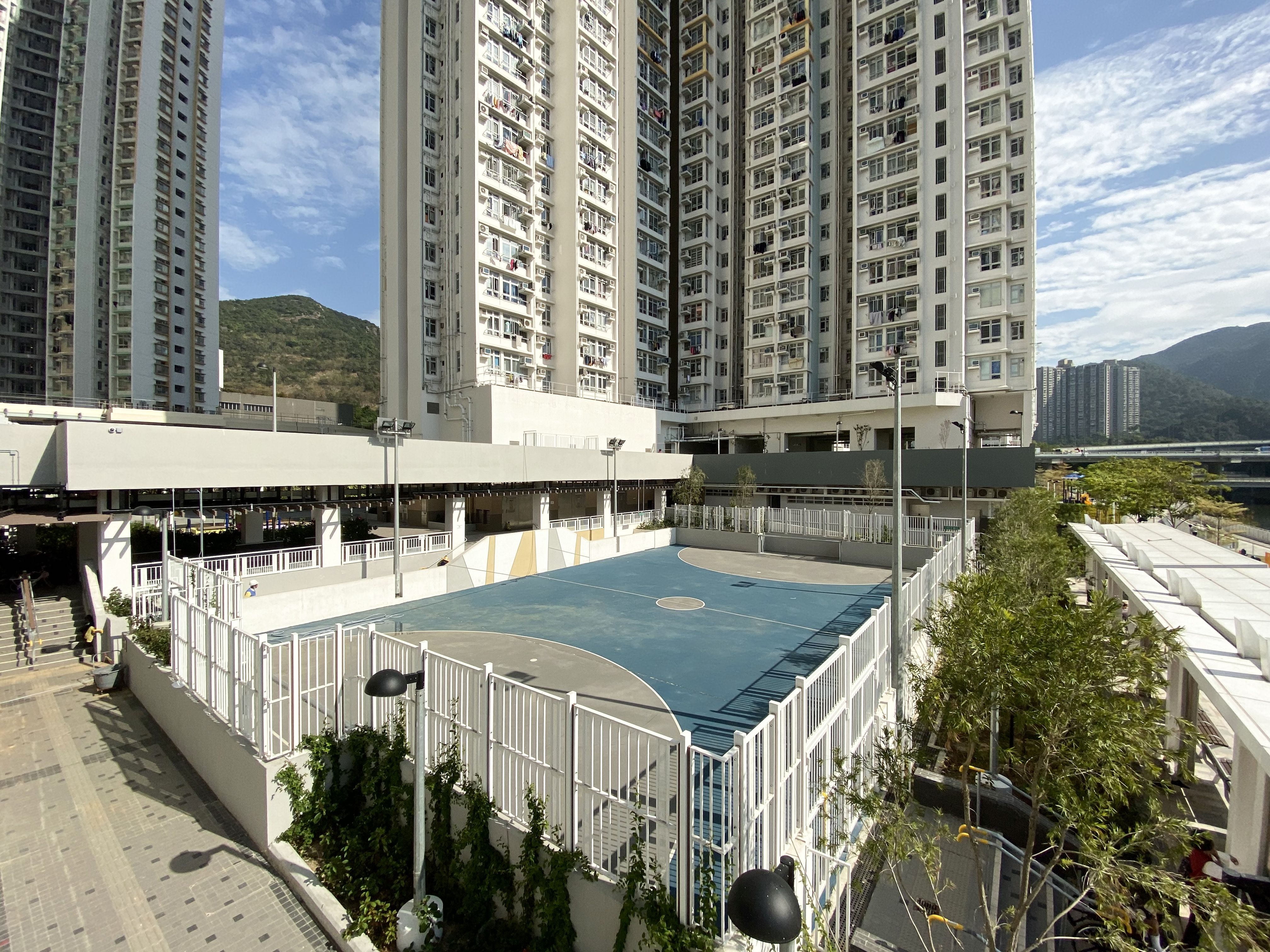
碩門邨二期球場
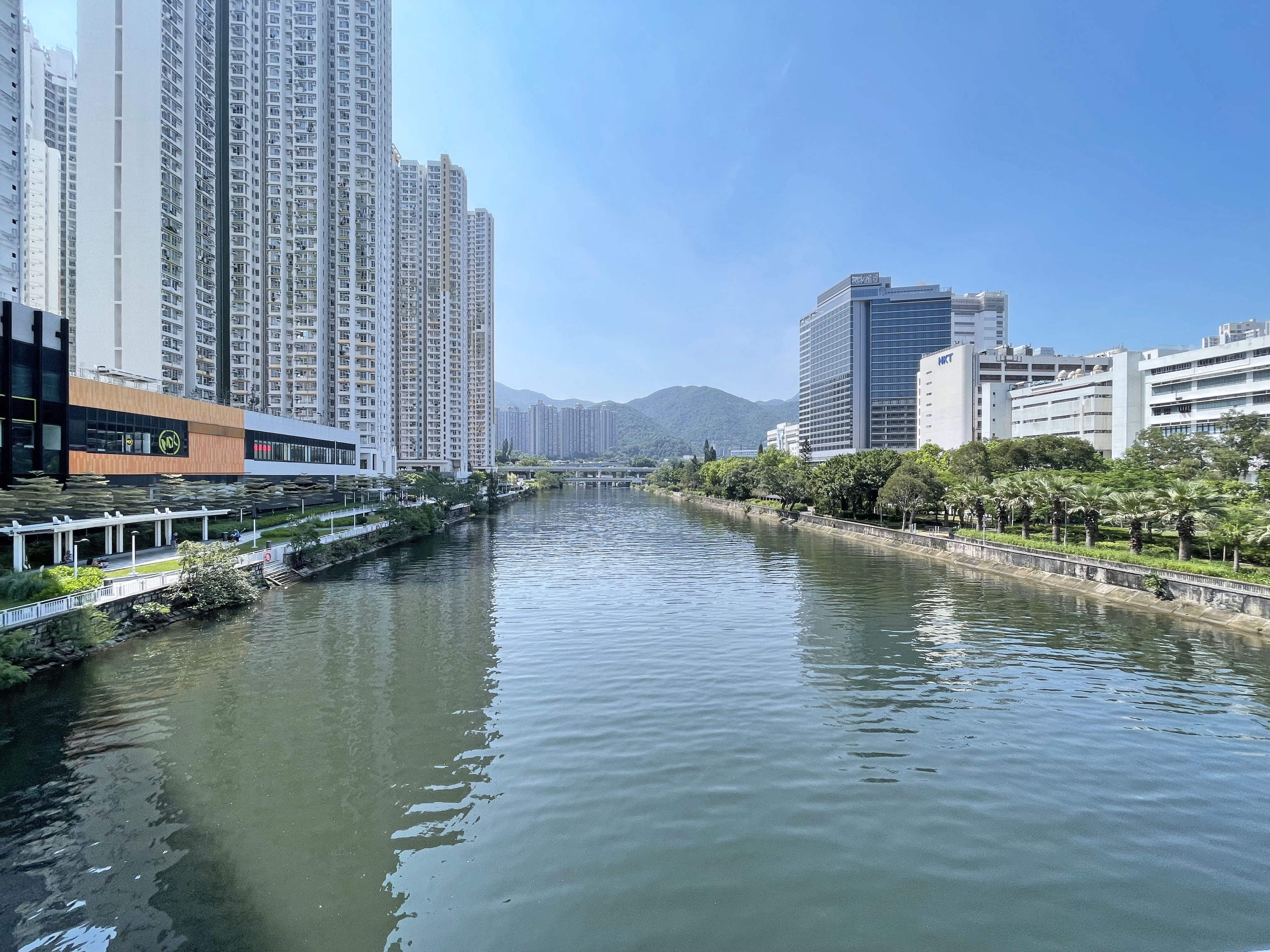
碩門邨二期旁的城門河

### 商場
一期邨內商場設有兩間商店，分別為百佳超級市場及VanGO便利店。二期豐碩樓基座設有碩門商場，地下和1樓提供23個舖位。租戶包括惠康超級市場、美心MX、德聲酒家、萬寧、日本城、OK便利店、麵包店、髮廊和文具店等。而地面的街市由外判承辦商「光亮」承租，在2019年5月28日開業。

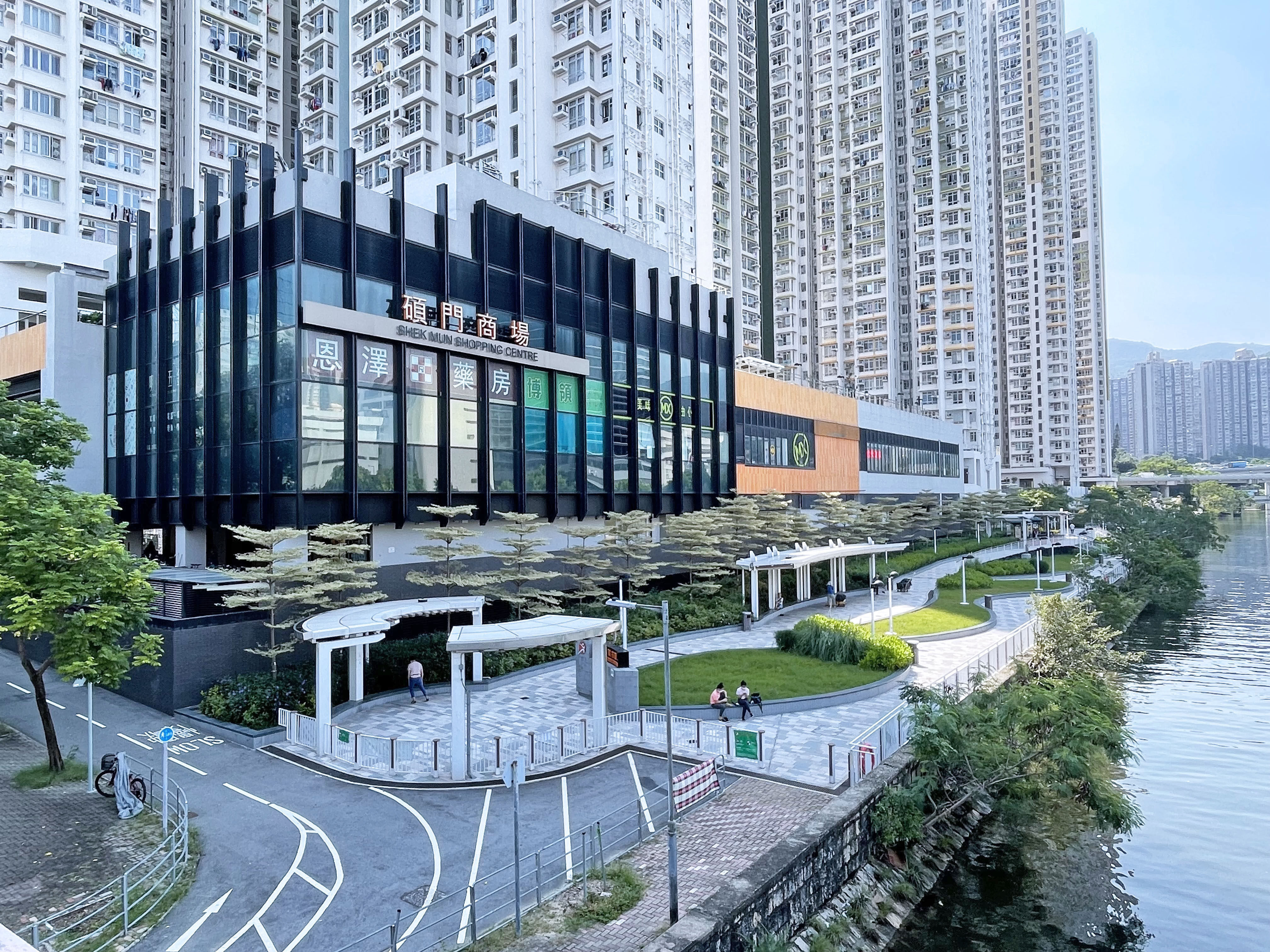
碩門商場外貌
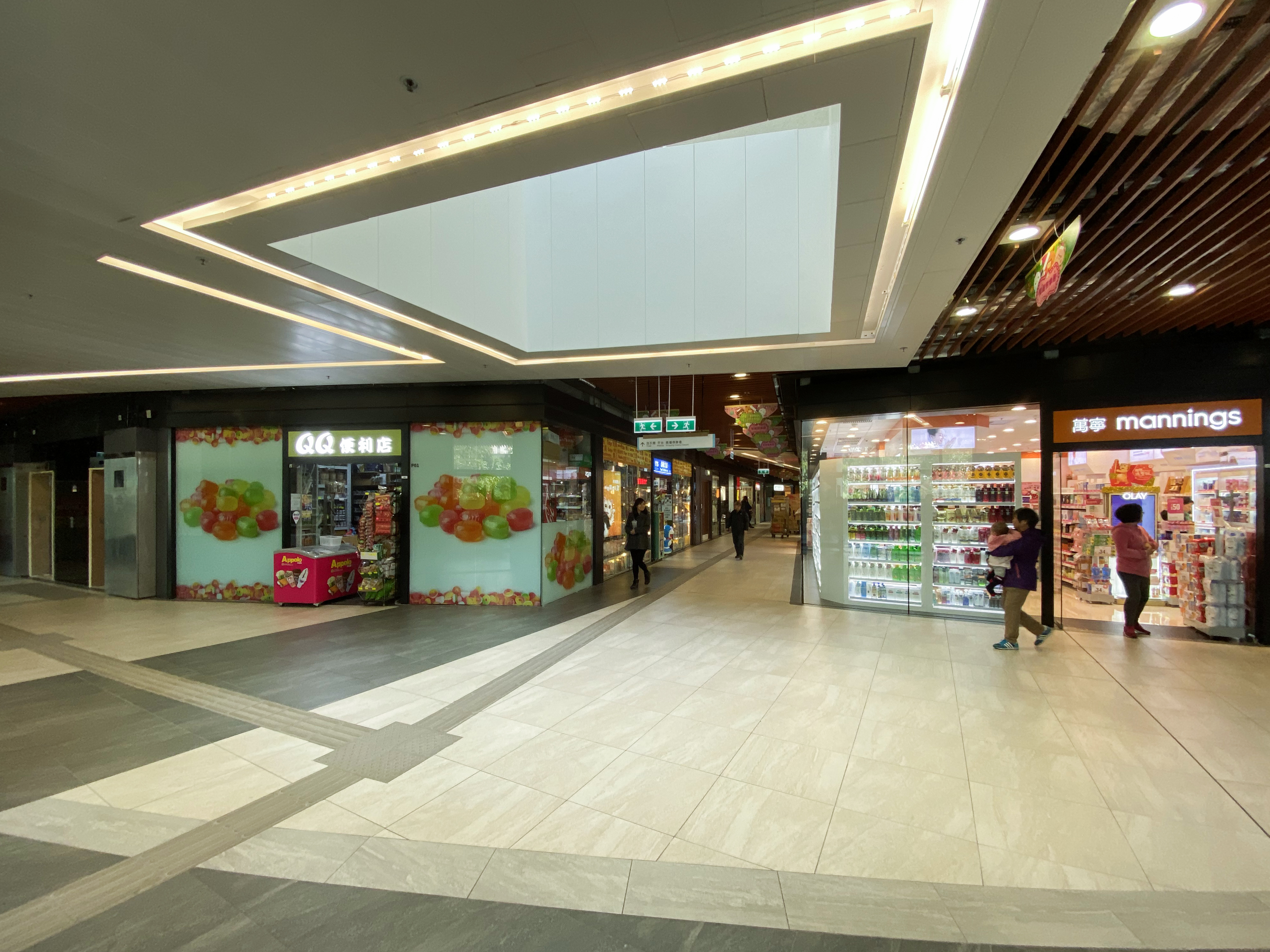
碩門商場商店
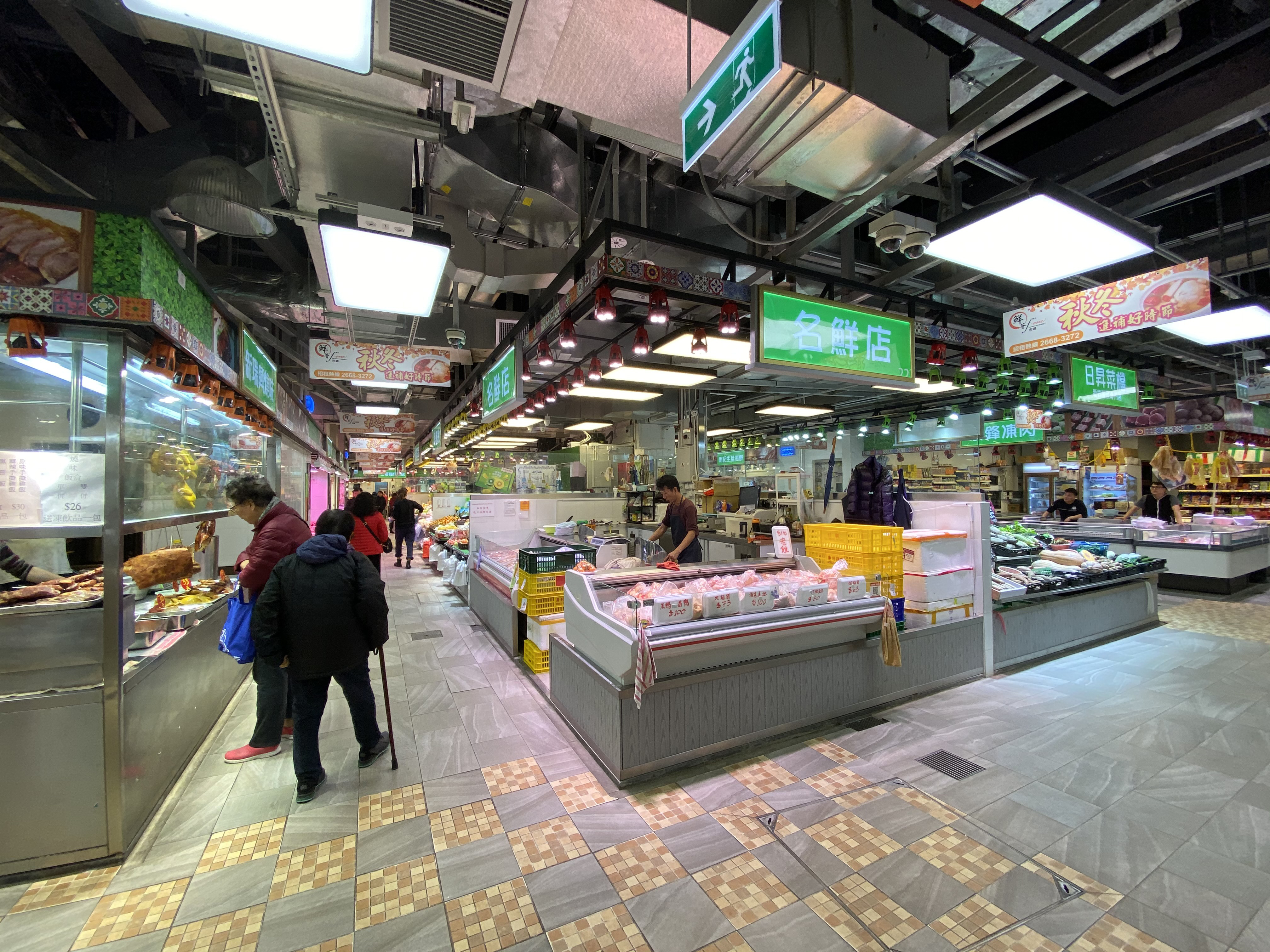
碩門商場地下為街市
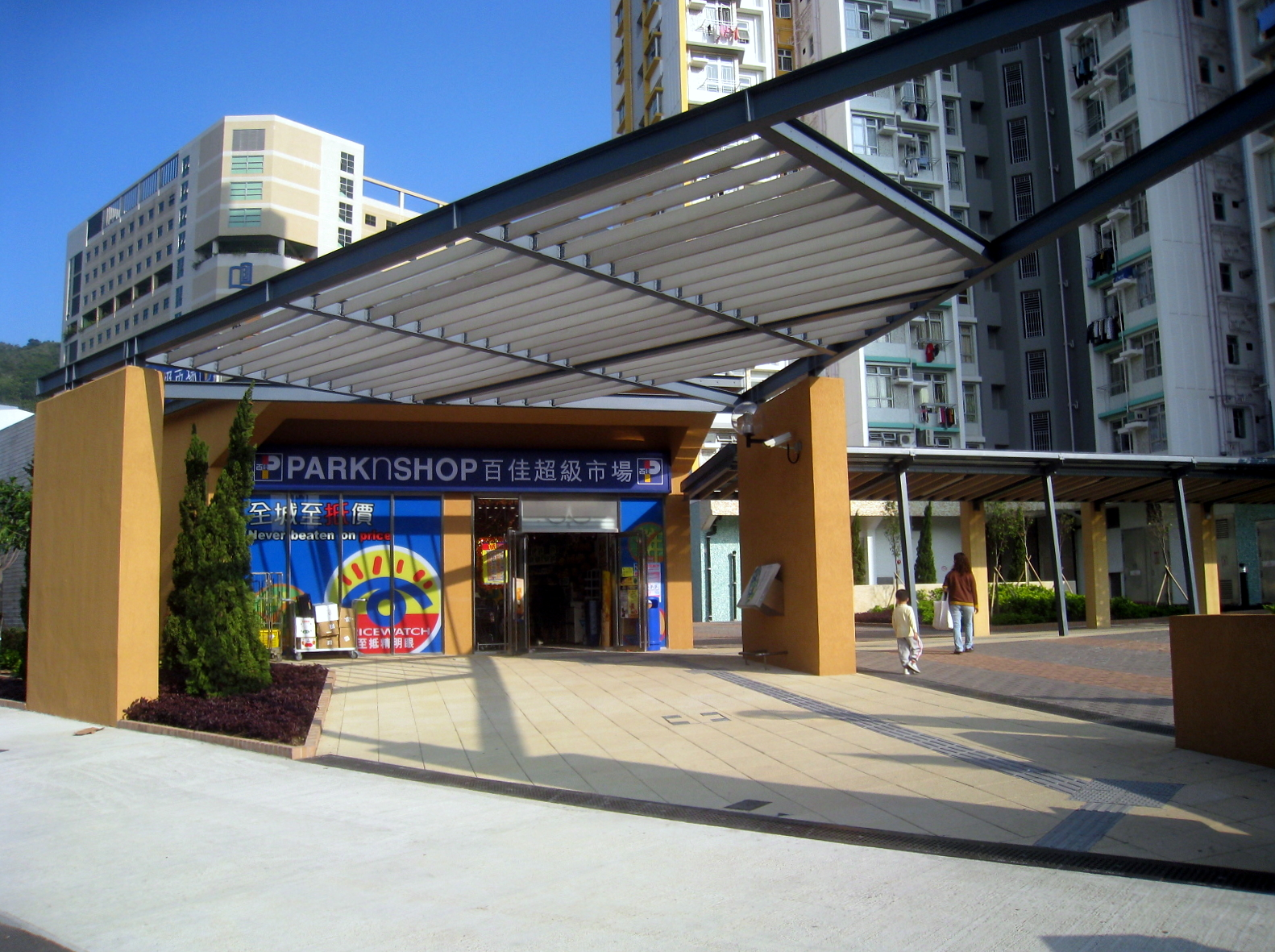
碩門邨一期內的百佳超級市場

### 區議員辦事處
林港坤議員辦事處：碩門邨瑞碩樓地下DB01號

## 區議會議席分佈
| 範圍／年度                                  | 2008-2011 | 2012-2015 | 2016-2019 | 2020-2023 |
| ------------------------------------------- | --------- | --------- | --------- | --------- |
| 第一期 （健碩樓與美碩樓）                   | 碧湖      | 碧湖      | 碧湖      | 碧湖      |
| 第二期 （豐碩樓、新碩樓、瑞碩樓以及喜碩樓） | 尚未落成  | 尚未落成  | 碧湖      | 帝怡      |

## 興建期間的圖片庫

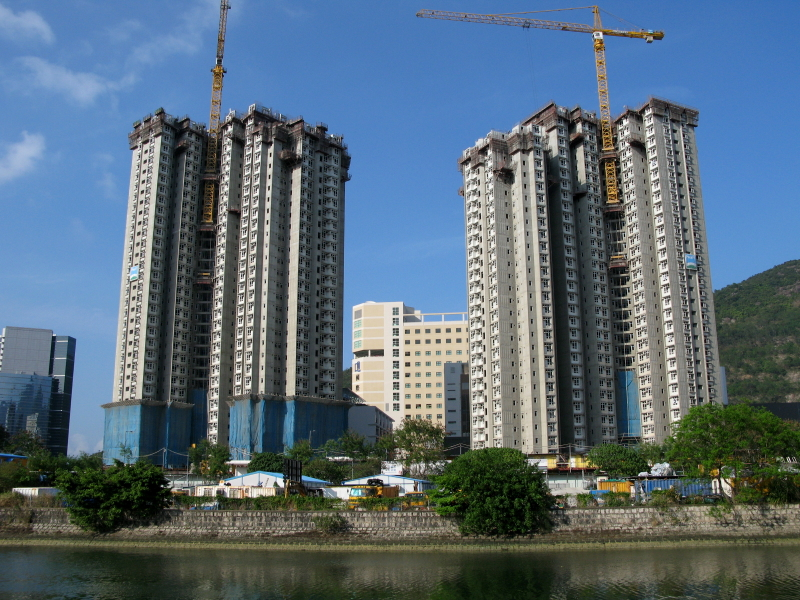
2008年4月（一期）
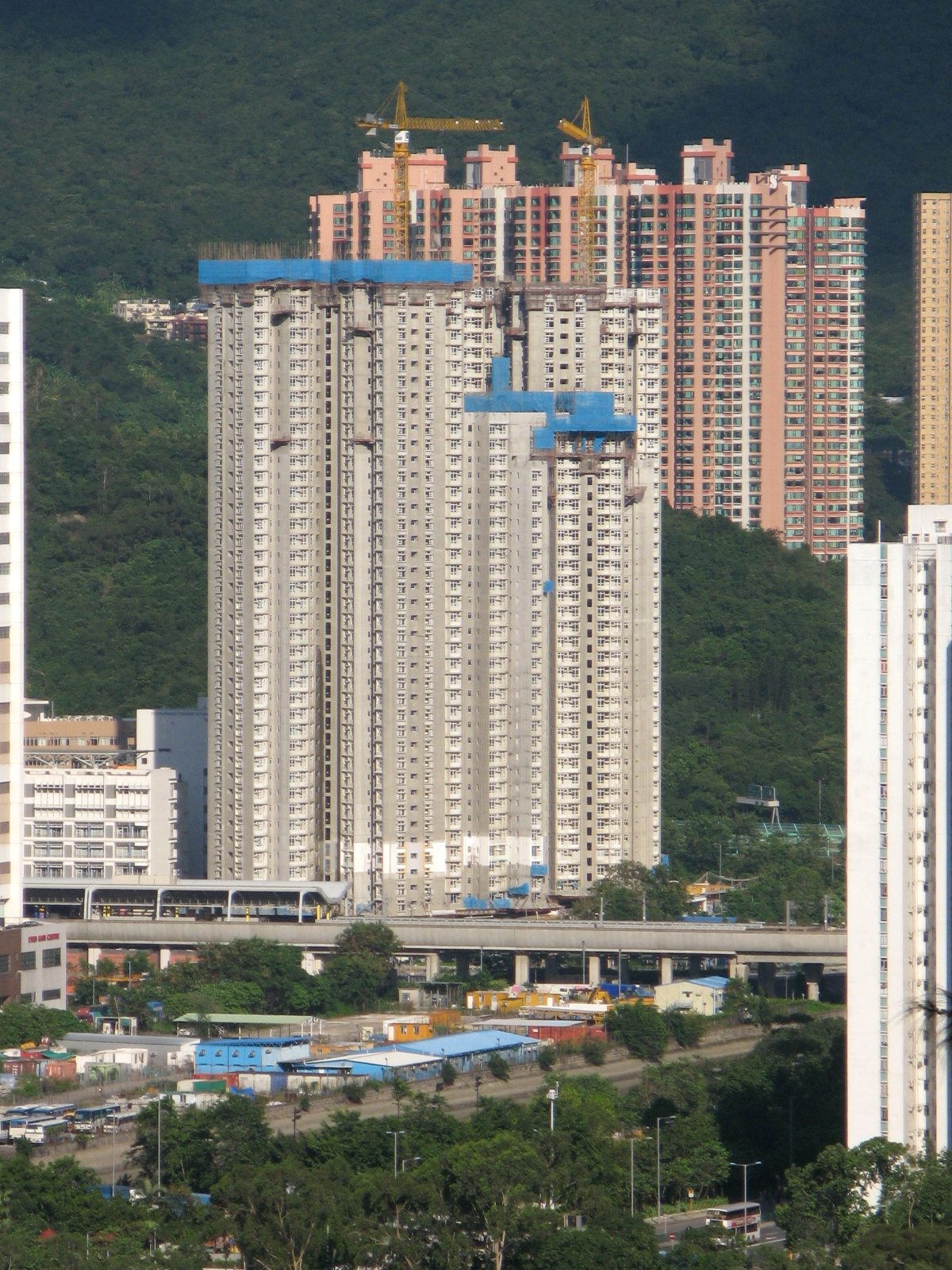
2008年7月（一期）
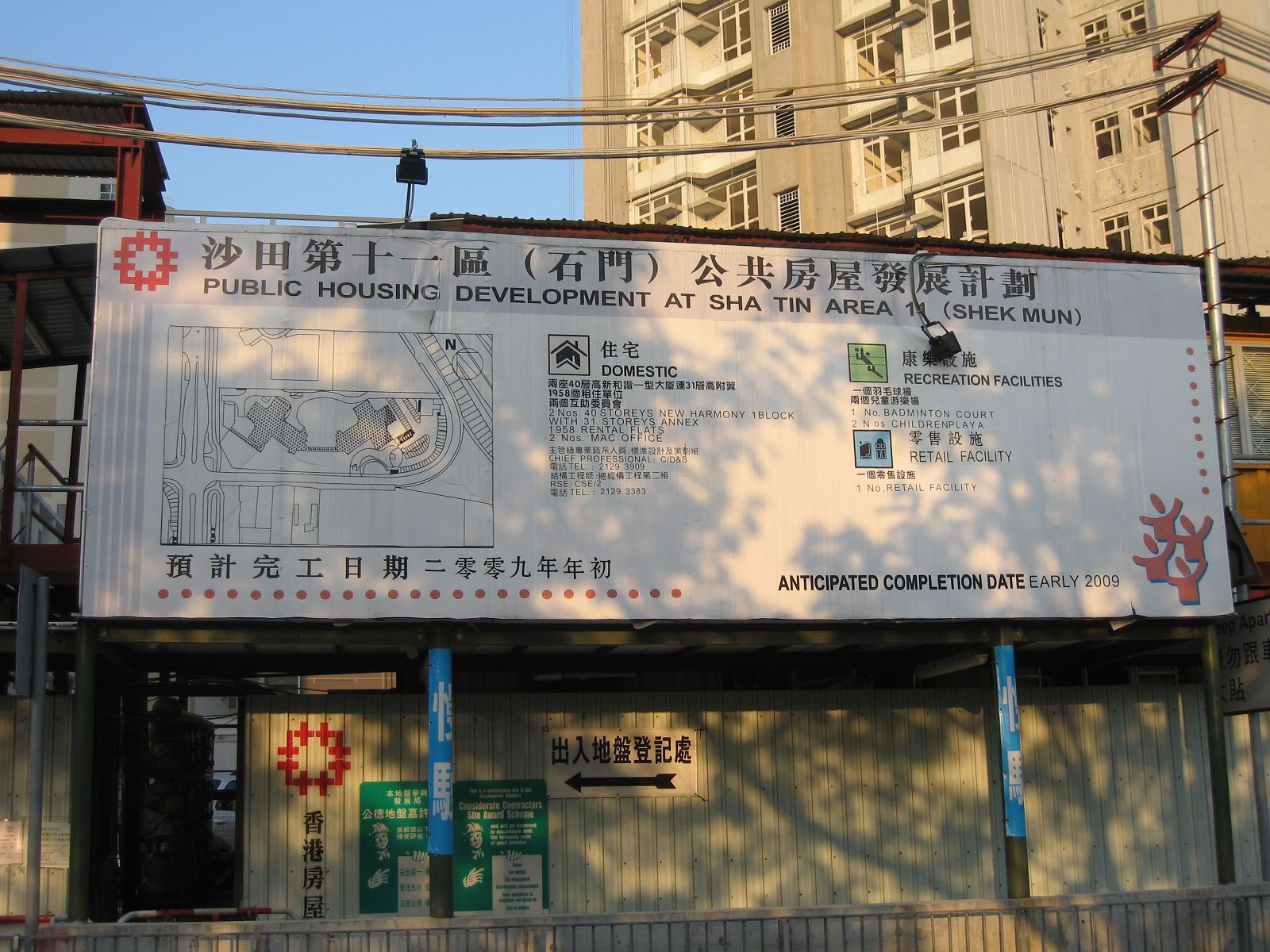
碩門邨一期規劃圖
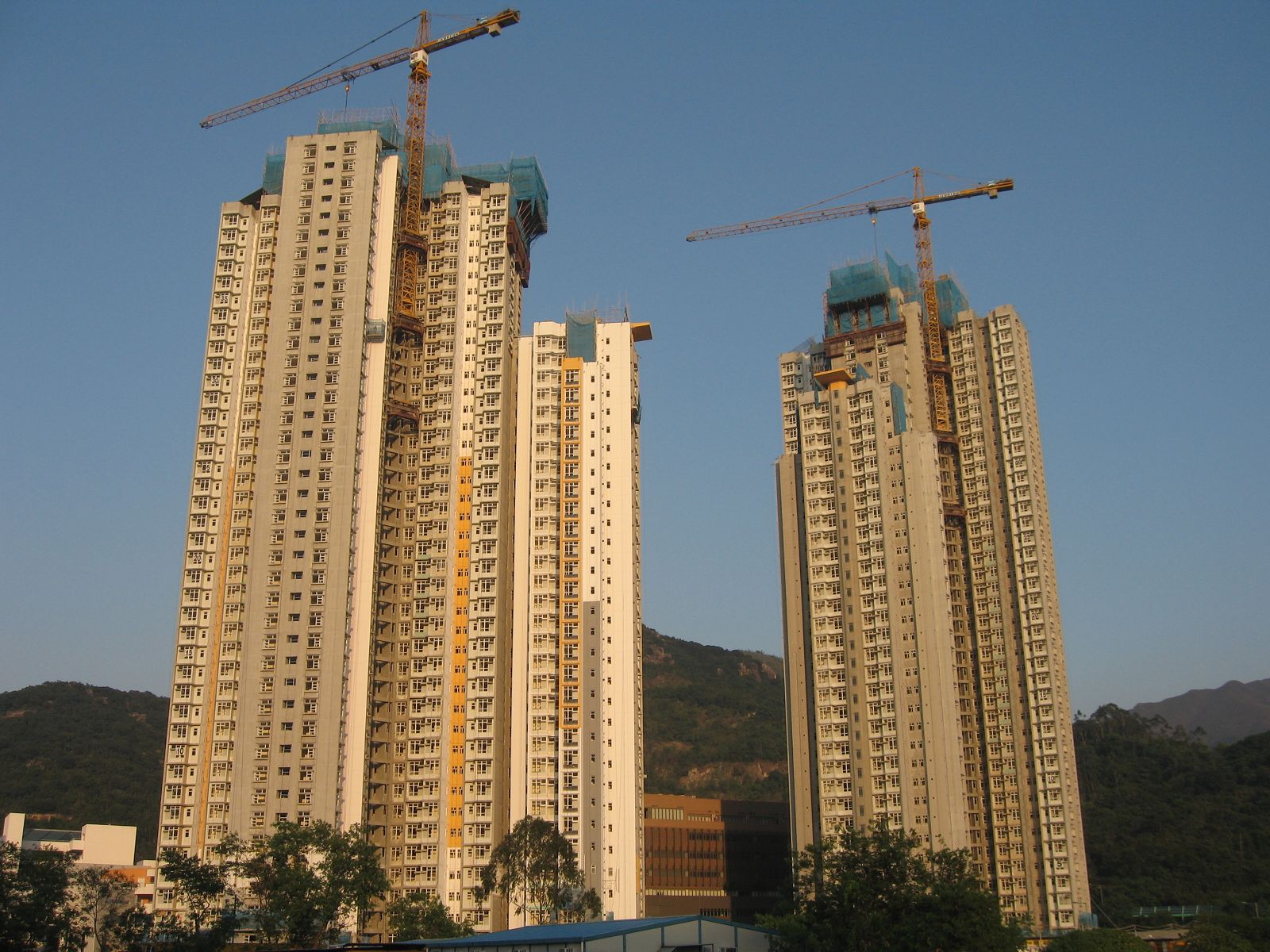
2008年11月（一期）
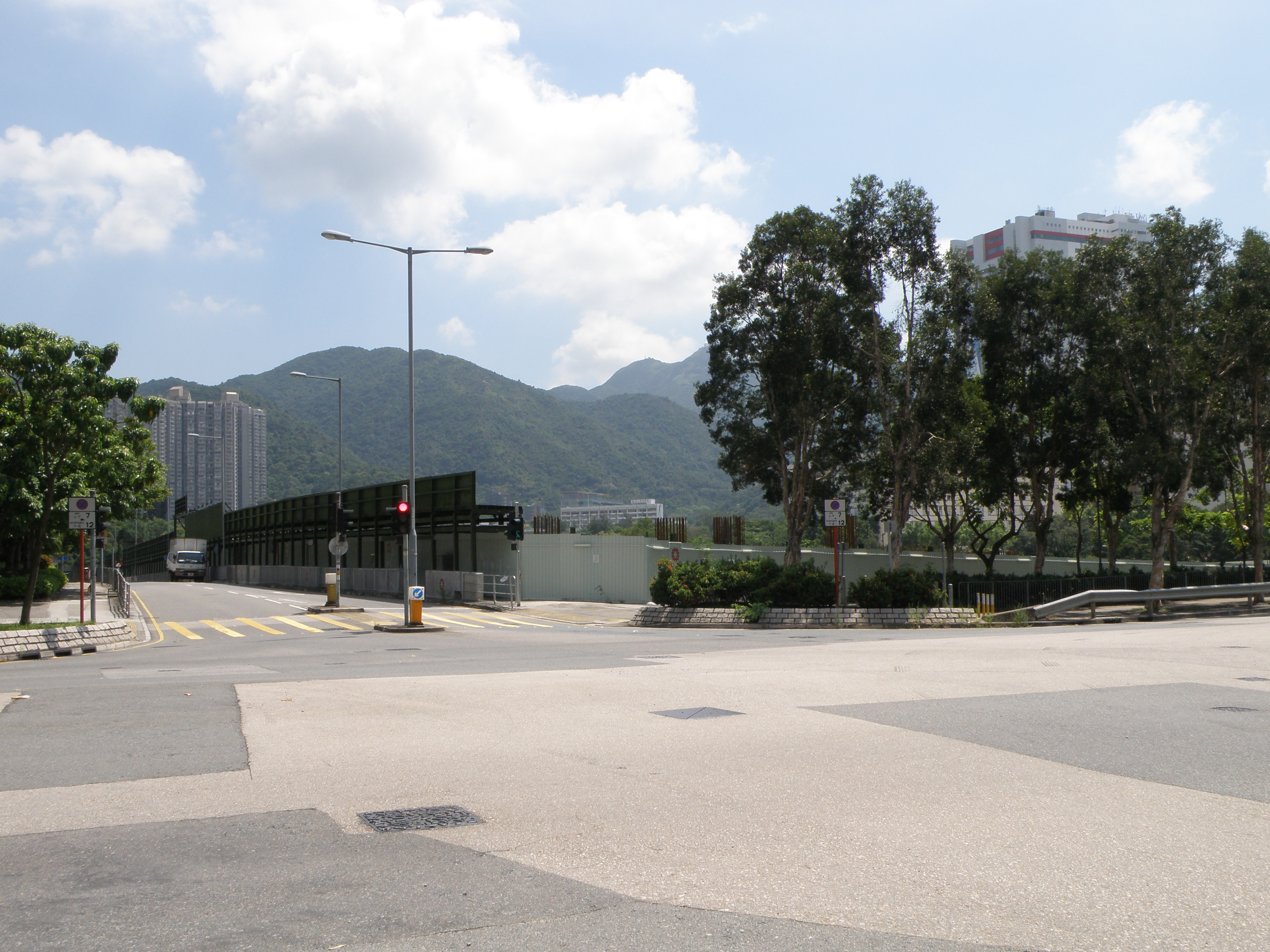
2015年9月（二期）
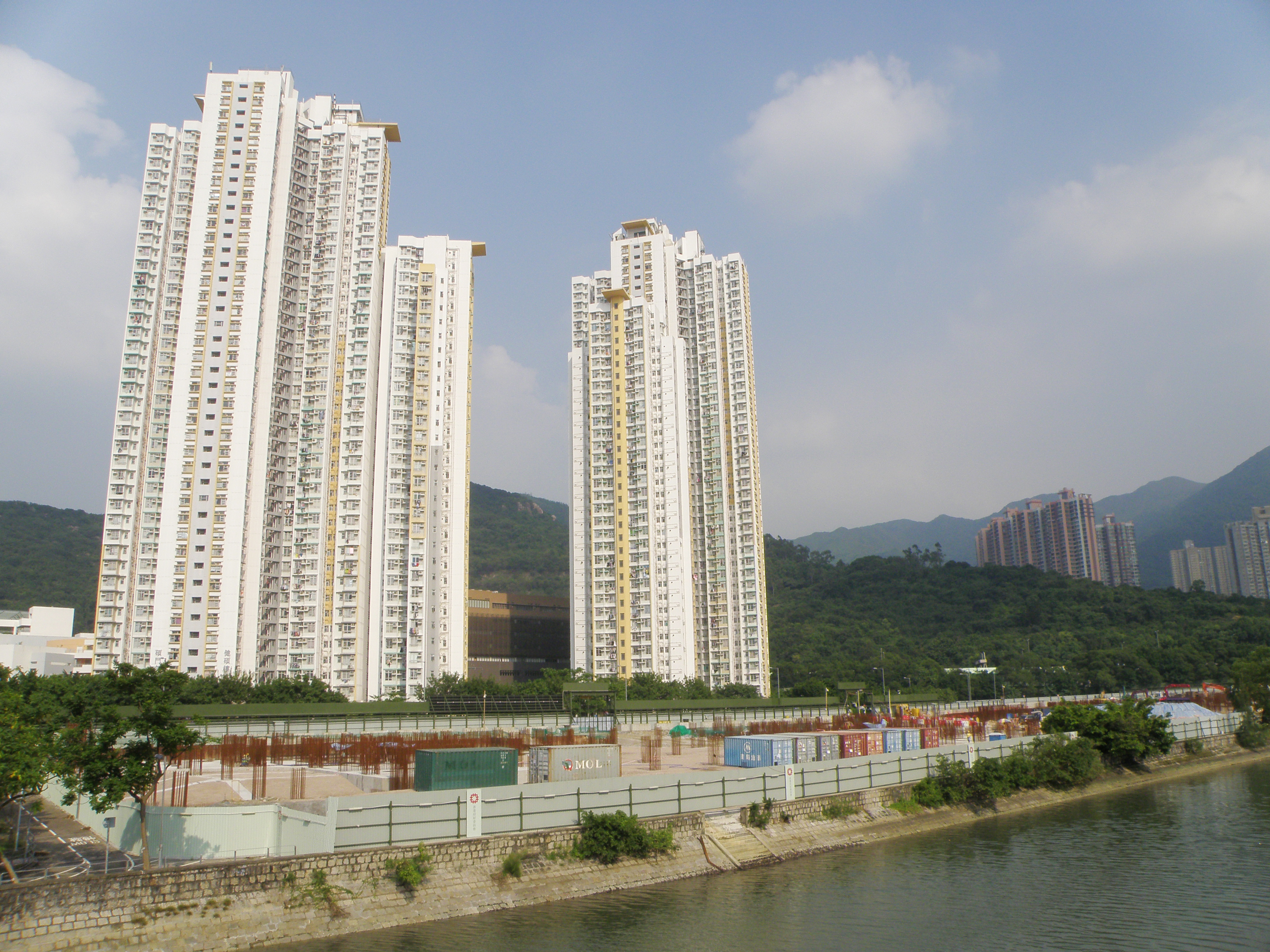
2015年10月（二期）
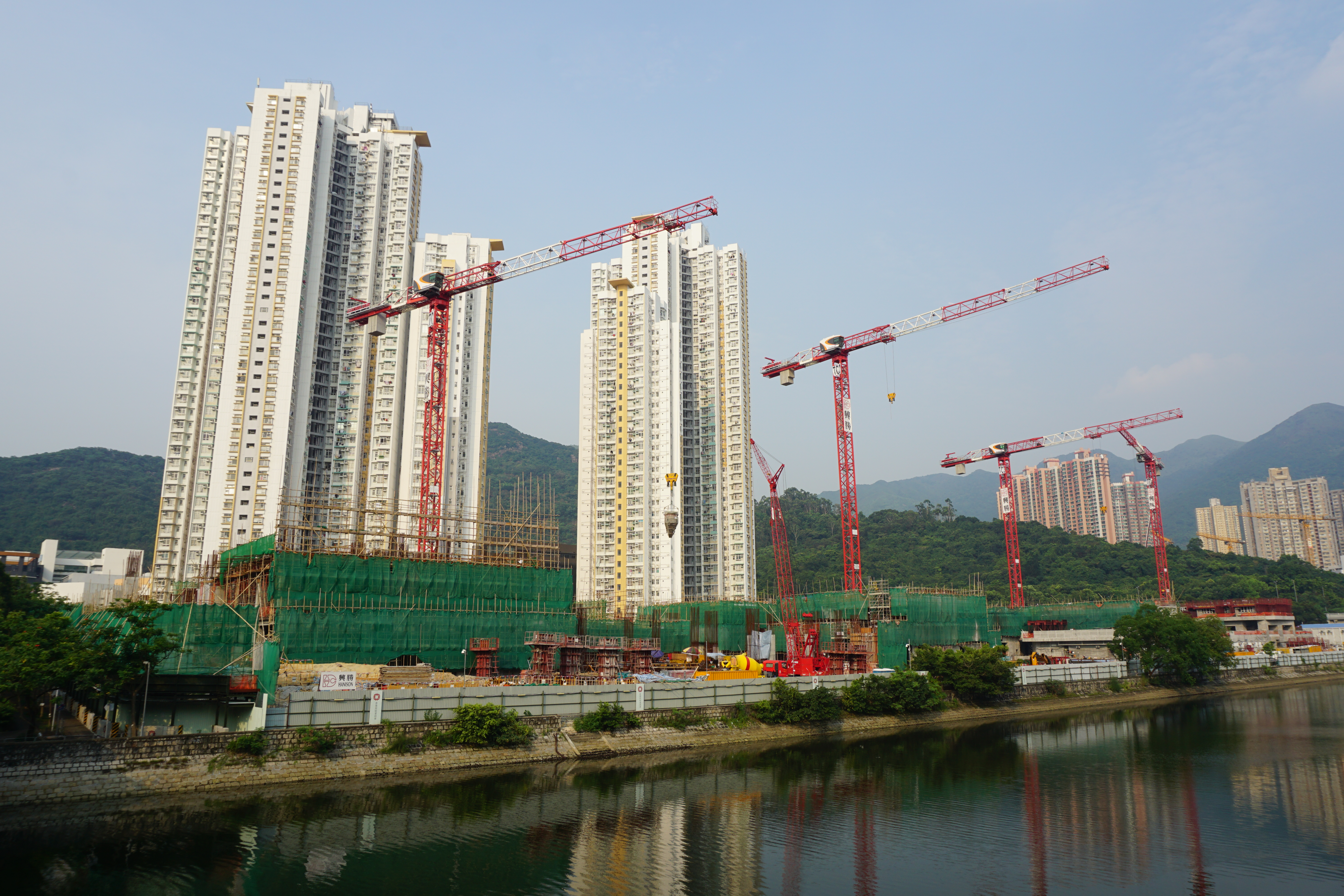
2016年7月（二期）
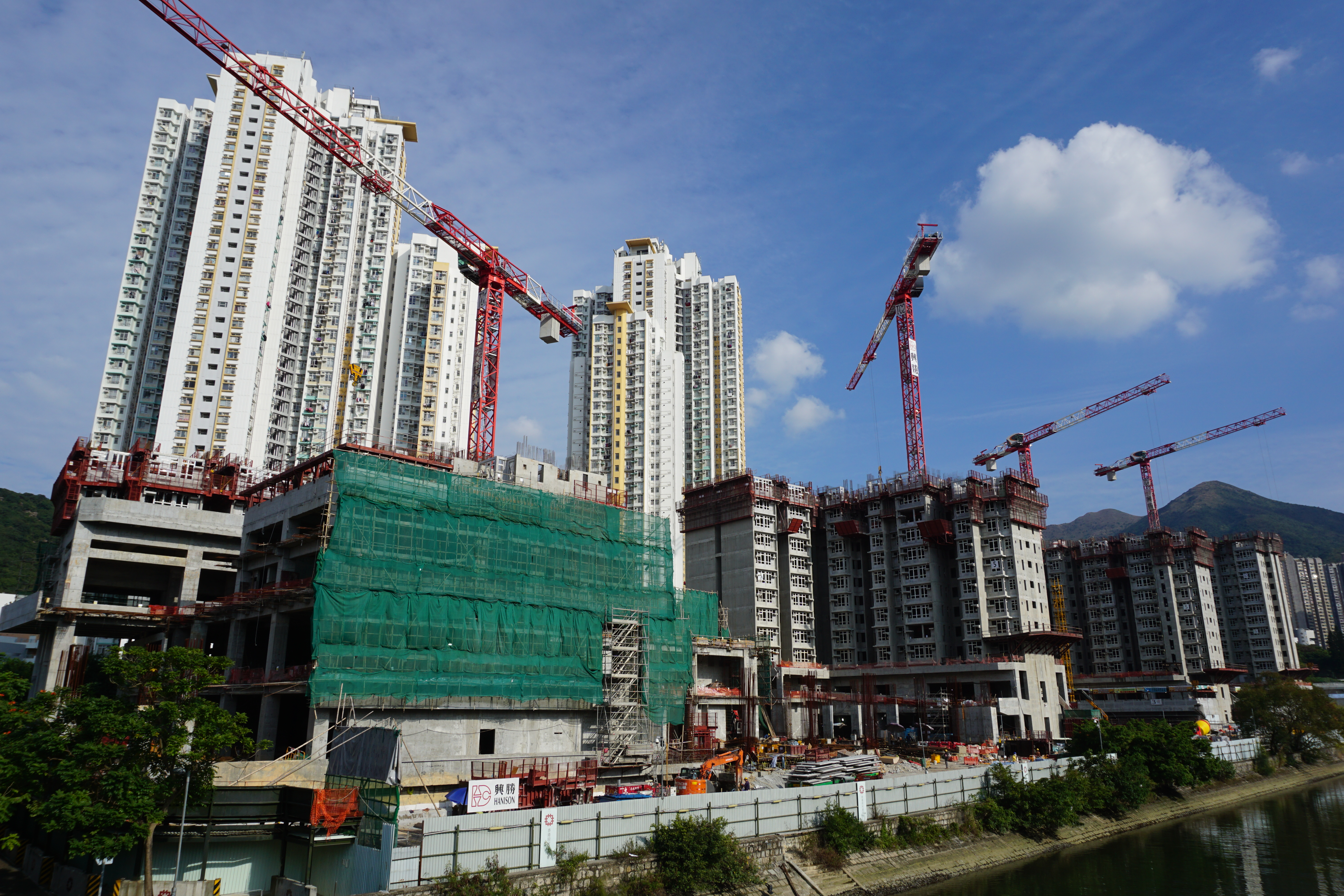
2016年12月（二期）
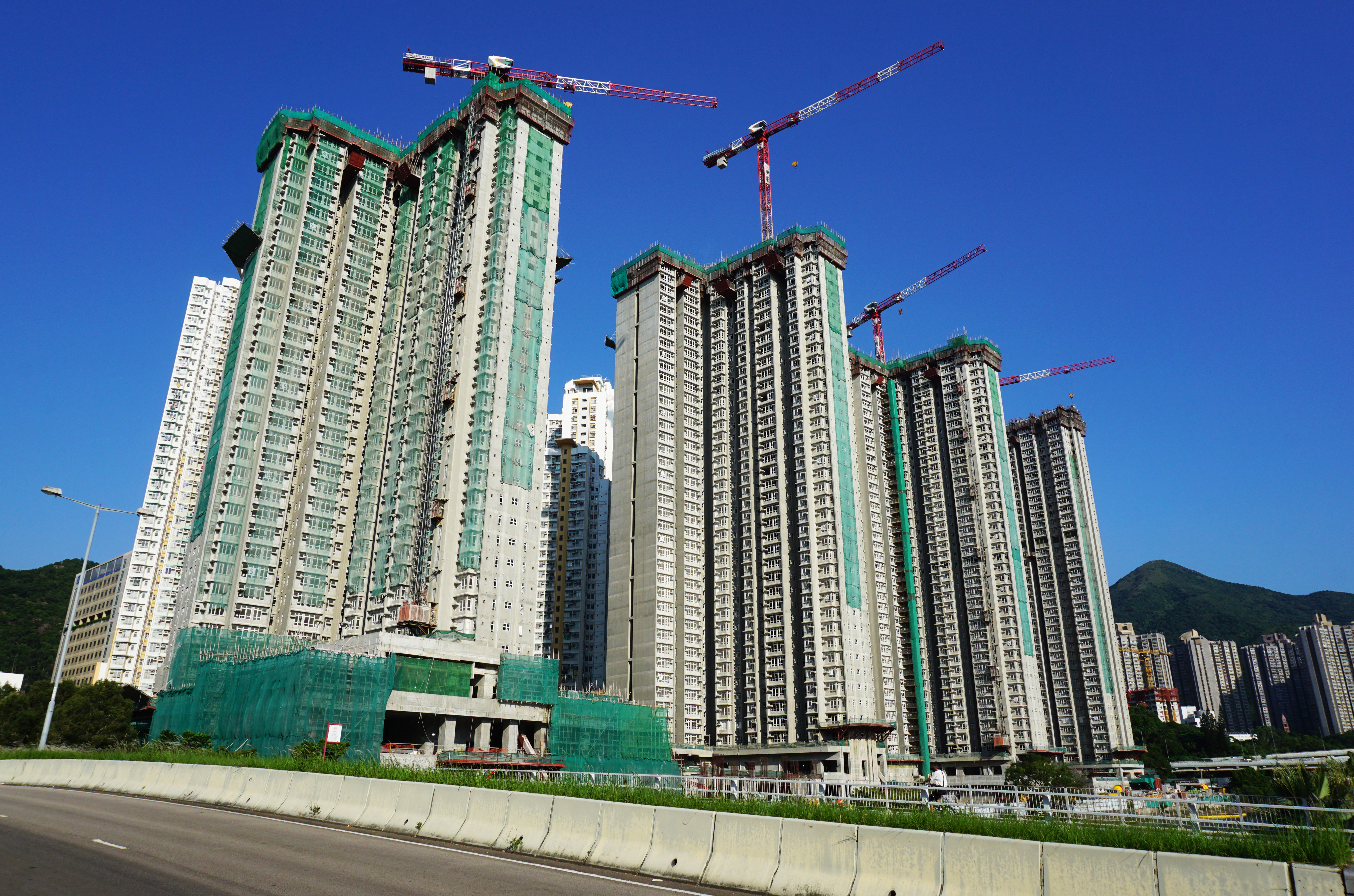
2017年10月（二期）
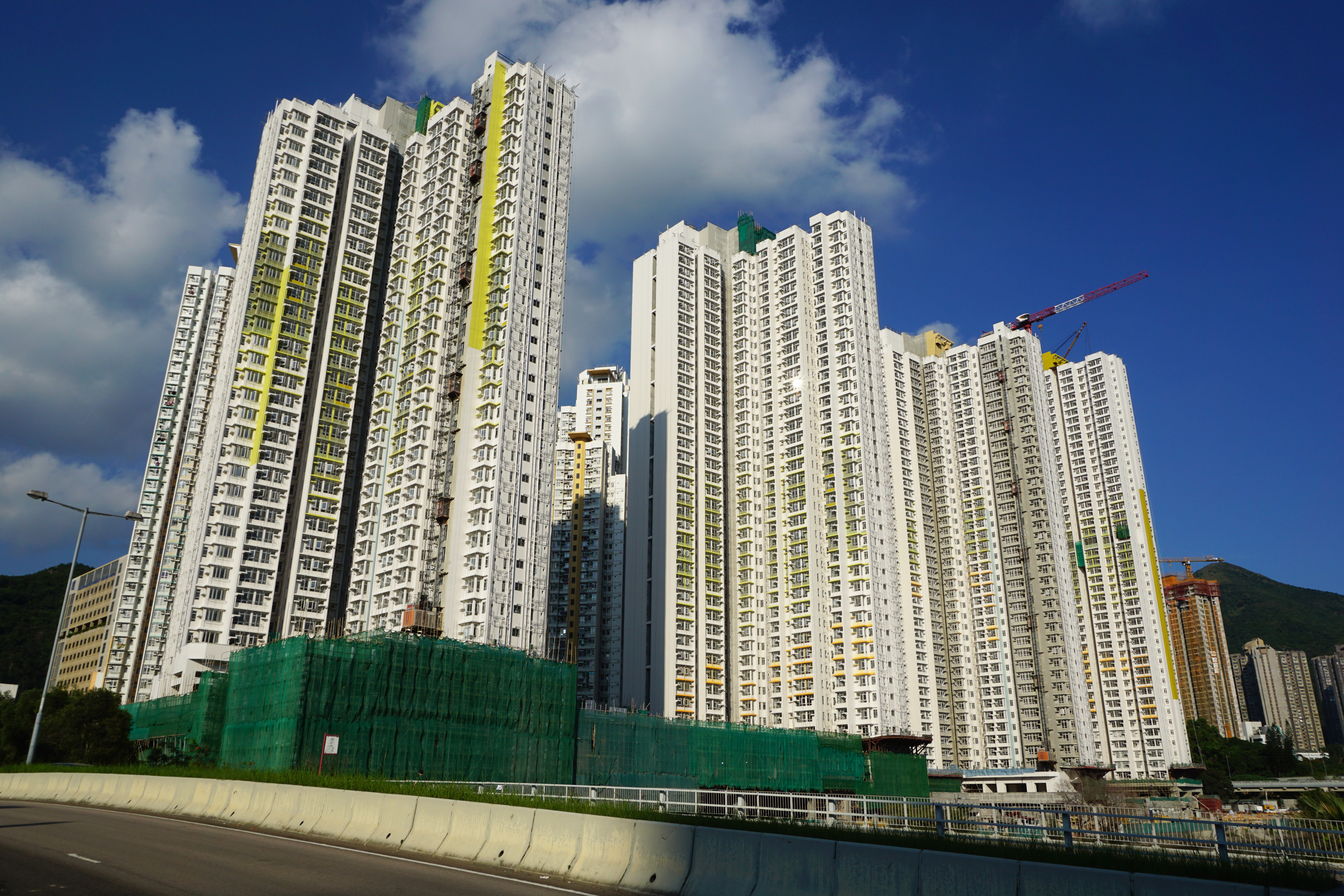
2018年5月（二期）
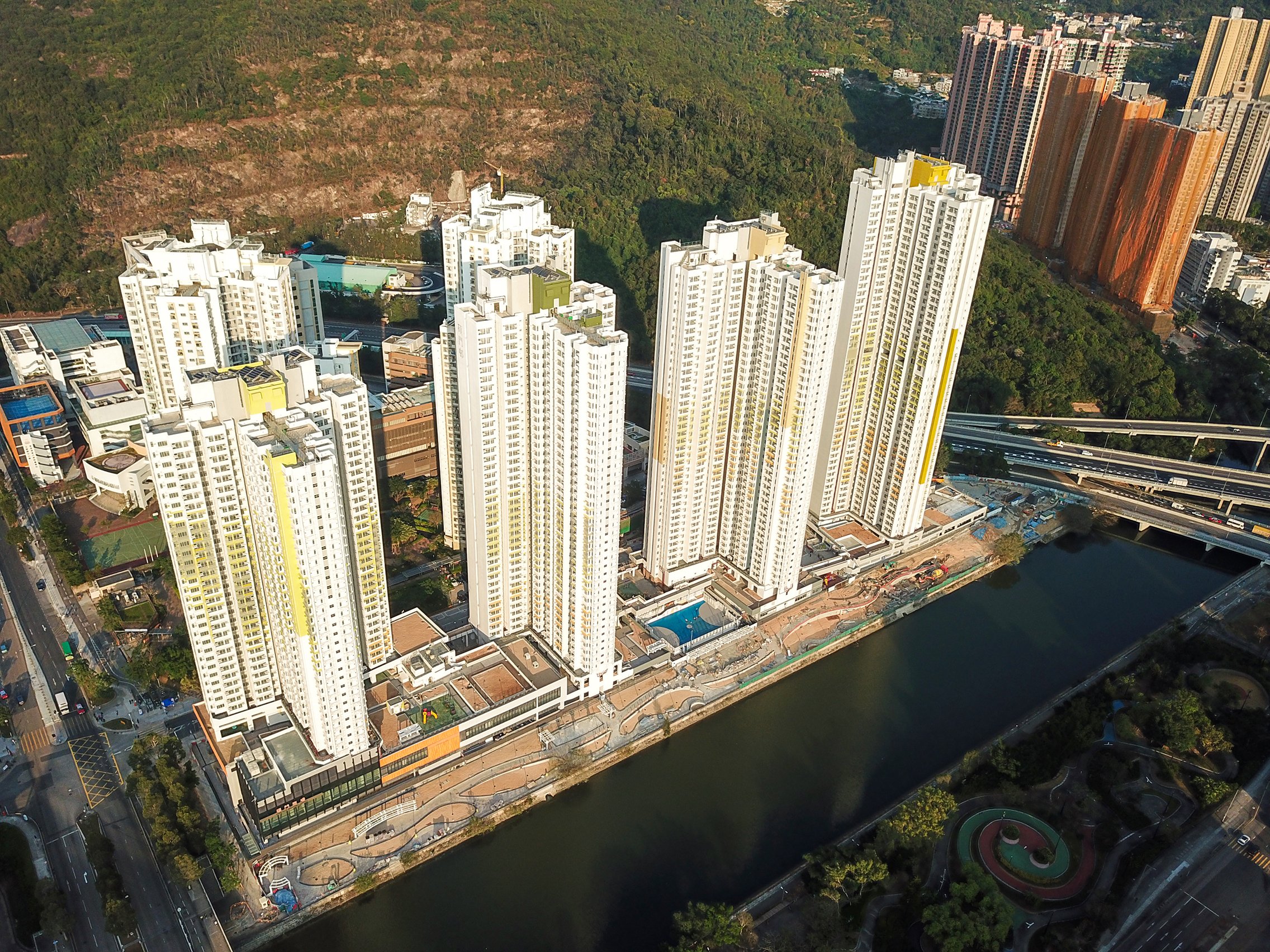
2019年2月

## 外部連結
- 房委會碩門邨資料 （页面存档备份，存于）